# Enzo Tesic
Enzo Tesic, född 7 januari 2000, är en fransk simmare.

## Karriär
I december 2020 vid franska långbanemästerskapen i Saint-Raphaël tog Tesic silver på 200 meter medley och brons på 200 meter frisim. I juni 2021 vid franska långbanemästerskapen i Chartres tog han brons på 200 meter medley. Följande månad tävlade Tesic vid OS i Tokyo. Han var en del av Frankrikes lag (tillsammans med Jordan Pothain, Hadrien Salvan och Jonathan Atsu) på 4×200 meter frisim som blev utslagna i försöksheatet och som slutade på totalt 11:e plats.
I december 2021 vid franska vintermästerskapen i långbana tog Tesic silver på 200 meter medley och brons på 200 meter frisim. I april 2022 vid franska långbanemästerskapen i Limoges tog han guld på 200 meter medley och brons på 200 meter frisim. I augusti 2022 vid EM i Rom var Tesic en del av Frankrikes kapplag som tog brons på 4×200 meter frisim.